# Сан Паоло ди Чивитате
Сан Паоло ди Чивитате (итал. San Paolo di Civitate) је насеље у Италији у округу Фођа, региону Апулија.
Према процени из 2011. у насељу је живело 5898 становника. Насеље се налази на надморској висини од 189 м.

## Становништво
Према резултатима пописа становништва 2011. у општини је живело 5.935 становника.
| 1931. | 1936. | 1951. | 1961. | 1971. | 1981. | 1991. | 2001. | 2011. |
| ----- | ----- | ----- | ----- | ----- | ----- | ----- | ----- | ----- |
| 5.280 | 5.749 | 6.968 | 6.662 | 5.873 | 6.099 | 6.204 | 6.119 | 5.935 |